# Colmesneil
Colmesneil é uma cidade localizada no estado norte-americano de Texas, no Condado de Tyler.

## Demografia
Segundo o censo norte-americano de 2000, a sua população era de 638 habitantes.
Em 2006, foi estimada uma população de 631, um decréscimo de 7 (-1.1%).

## Geografia
De acordo com o United States Census Bureau tem uma área de
5,2 km², dos quais 5,2 km² cobertos por terra e 0,0 km² cobertos por água. Colmesneil localiza-se a aproximadamente 126 metros acima do nível do mar.

## Localidades na vizinhança
O diagrama seguinte representa as localidades num raio de 40 km ao redor de Colmesneil.